# 젠틀몬스터
젠틀몬스터(영어: Gentle Monster)는 대한민국의 럭셔리 안경 및 선글라스 브랜드로, 2011년 2월 김한국이 설립하였다. 모기업은 아이아이컴바인드(II COMBINED)이며, 젠틀몬스터 외에도 향수 브랜드 '탬버린즈', 디저트 브랜드 '누데이크' 등을 운영하고 있다. 본사는 현재 서울 마포구에 위치하고 있으며, 2025년 성동구 성수동으로 이전 예정이다.

## 역사
젠틀몬스터는 "세상을 놀라게 할 새로움"이라는 브랜드 이념과 아이웨어 시장의 새로운 지평을 연다는 비전 아래 설립되었다.
럭셔리 브랜드의 입지가 굳건했던 아이웨어 시장에서 트렌드를 이끄는 브랜드로 자리 잡았으며, 자외선 차단이나 시력 보완 등 기능적 착용 위주였던 아이웨어에 대한 대중의 인식을 '안경은 패션 아이템'이라는 개념으로 변화시켰다.

## 제품 라인 및 컬렉션
- 볼드 컬렉션 (BOLD Collection): 젠틀몬스터의 대담하고 용기 있는 시도를 담은 컬렉션으로, 정교하면서도 과감한 디테일이 특징이다. 2022년 처음 선보인 테마인 'Galaxy of 9 Evenings'을 필두로 매년 출시되며, 브랜드의 대담하고 실험적인 크리에이티브를 제품, 캠페인, 공간 등 다양한 요소를 통해 표현한다.

- GM 컬렉션 (GM Collection): 젠틀몬스터가 추구하는 웨어러블하면서도 패셔너블한 아이웨어 라인으로, 실험적이고 세련된 미학이 담긴 실루엣, 컬러, 그리고 감각적인 디테일을 특징으로 한다.

- 메종 마르지엘라 협업 컬렉션 (Maison Margiela Collaboration Collection): 프랑스의 럭셔리 브랜드 메종 마르지엘라와의 협업으로 탄생한 컬렉션이다. 두 브랜드가 공통적으로 지향하는 실험적인 장인정신을 기반으로 구성되었으며, 젠틀몬스터의 디자인 DNA와 메종 마르지엘라의 시그니처 요소들을 결합하여 패션에 대한 타협 없는 창의성과 자기표현의 가치를 담아냈다.
- 주얼리 컬렉션 (Jewelry Collection): 주얼리의 디테일을 젠틀몬스터만의 독창적인 미적 감각으로 재해석한 컬렉션이다. 아이웨어와 주얼리의 결합을 통해 아이웨어의 개념을 넓히고 새로운 미학적 영역을 확장하려는 브랜드의 신념을 담고 있다.

## 글로벌 진출 및 매장 정보
2023년 기준 전 세계 81개 매장을 보유하고 있으며, 독특하고 예술적인 매장 인테리어로 주목받고 있다. 주요 진출 국가는 미국, 중국, 유럽, 호주 등이다.
젠틀몬스터는 매장을 단순한 리테일 공간을 넘어 브랜드 아이덴티티인 '예측 불가능함'을 구현한 공간으로 운영하고 있다. 2014년부터 2016년까지 퀀텀(Quantum) 프로젝트를 통해 플래그십 스토어에서 25일 간격으로 총 36번의 전시를 진행했다. 세계일보
내부에는 매장의 인테리어와 가구까지 전담 인력이 직접 기획 및 제작하고 있다. 또한 2021년부터 '하우스 노웨어(HAUS NOWHERE)' 프로젝트를 통해 기존 리테일 공간의 관념을 뛰어넘는 퓨처 리테일(Future Retail)에 대한 탐구와 제안을 지속하고 있다.공식 웹사이트

## 협업 목록
| 연도   | 협업 대상              | 컬렉션명                                      |
| ------ | ---------------------- | --------------------------------------------- |
| 2017년 | 틸다 스윈턴            | TILDA SWINTON x GENTLE MONSTER                |
| 2018년 | 알렉산더 왕 (디자이너) | CEO                                           |
| 2019년 | 엠부쉬                 | 집 타이 (ZIP TIE)                             |
| 2019년 | 펜디                   | 젠틀 펜디 (GENTLE FENDI)                      |
| 2020년 | 제니                   | 젠틀 홈 (JENTLE HOME)                         |
| 2021년 | 마린 세르              | 비저나이저 (VISIONIZER)                       |
| 2021년 | 블리자드               | 월드 오브 워크래프트 (WORLD OF WARCRAFT, WOW) |
| 2021년 | 엠부쉬                 | 카라비너 (CARABINER)                          |
| 2021년 | 헤론 프레스톤          | 레벨 (LEVEL)                                  |
| 2022년 | HBA                    | 안타고니스트 (ANTAGONIST)                     |
| 2022년 | 몽클레르 지니어스 쇼   | 스와이프 (SWIPE)                              |
| 2022년 | 손흥민                 | SON7 HAUS DOSAN                               |
| 2022년 | 제니                   | 젠틀 가든 (JENTLE GARDEN)                     |
| 2022년 | 코페르니               | 5G                                            |
| 2023년 | 데이제르               | X D'HEYGERE                                   |
| 2023년 | 메종 마르지엘라        | 2023 MAISON MARGIELA x GENTLE MONSTER         |
| 2023년 | 블리자드               | 오버워치 2 토끼 (OVERWATCH 2 TOKKI)           |
| 2024년 | 메종 마르지엘라        | 2024 MAISON MARGIELA x GENTLE MONSTER         |
| 2024년 | 제니                   | 젠틀 살롱 (JENTLE SALON)                      |
| 2024년 | 철권 8                 | 인페르노 (INFERNO)                            |
| 2025년 | 메종 마르지엘라        | 2025 MAISON MARGIELA x GENTLE MONSTER         |

## 대중의 반응 및 특징

### 글로벌 패션 트렌드의 선도
젠틀몬스터는 렌즈와 프레임이 일체형으로 연결된 '플랫바(Flatba)' 스타일을 비롯하여, 젤리 형태, LCD 삽입형 제품, 주얼리 결합형 제품 등 기존의 디자인을 벗어난 독창적인 아이웨어를 선보이며 글로벌 트렌드를 선도하고 있다. 
특히 메종 마르지엘라, 블랙핑크 제니와의 협업을 통해 아이웨어에 독특한 요소를 더한 디자인을 제안했고, 2025년에는 주얼리를 결합한 컬렉션을 출시하여 아이웨어의 미학적 경계를 넓혔다. 또한 퀀텀(Quantum) 프로젝트와 SKP-S 백화점, '하우스 노웨어(HAUS NOWHERE)' 등을 통해 공간 디자인 분야에서도 차별화된 브랜드 아이덴티티를 구축하고 있다.

### 오픈런 현상의 브랜드
젠틀몬스터의 제품 출시 때마다 글로벌 매장 앞에는 오픈런 행렬이 이어진다. 2023년 메종 마르지엘라 및 블랙핑크 제니와의 협업 컬렉션 출시 당시, 글로벌 주요 도시에서 팝업스토어 오픈 전부터 고객들이 몰려 6시간 이상 줄을 서기도 했으며, 이러한 현상이 온라인에서 바이럴로 확산되었다.

### 리셀(Resale) 시장의 인기 브랜드
젠틀몬스터 제품은 리셀 시장에서도 높은 가치를 인정받고 있다. 메종 마르지엘라 및 블랙핑크 제니 협업 제품은 출시 후 각각 2배에서 최대 4배 가격으로 거래되었으며, 특히 프랑스 브랜드 데이제르(D'HEYGERE)와 협업한 제품은 2년 이상 지난 시점에도 3배 이상의 가격에 거래되는 등 희소성을 인정받고 있다.

### 창의적이고 트렌디한 콜라보레이션
젠틀몬스터는 전통적인 브랜드와 셀럽 협업을 넘어 게임, 패션쇼 등 다양한 영역과 결합하여 차별화된 콜라보레이션을 선보이고 있다. 한국 브랜드로는 유일하게 몽클레르 지니어스쇼에 참가하여 아이웨어뿐 아니라 자체 제작한 의류를 발표했고, 제니와 협업한 '젠틀살롱(Jentle Salon)'은 제품 자체가 유행을 만들어내며 글로벌적으로 화제가 되었다.

### 셀러브리티의 선택을 받은 브랜드
젠틀몬스터 제품은 전지현, 지드래곤, 블랙핑크 제니를 비롯해 마돈나, 저스틴 및 헤일리 비버 부부, 카다시안 패밀리 등 글로벌 유명인사들이 애용하고 있다. 특히 2022년 슈퍼볼 하프타임 쇼에서 켄드릭 라마(Kendrick Lamar)가 착용한 이후 글로벌 인지도가 크게 상승했으며, 로잘리아, 레이디 가가, 올리비아 로드리고, 마고 로비, A$AP ROCKY, 안야 테일러조이 등도 젠틀몬스터 제품을 착용하며 브랜드의 이미지를 높이고 있다.
카디 비와 패리스 힐튼이 SNS에서 젠틀살롱(Jentle Salon)의 독특한 패키지를 언박싱하며 화제를 모으기도 했다.

## 주요 연혁
- 2013년: 대한민국 서울특별시 강남구 논현동에 브랜드 최초의 쇼룸을 오픈하였다. 기존 리테일 매장과 차별화된 공간 연출로 주목받았다.

- 2014년: 미국 현지 법인을 설립하였다.

- 2016년: 중국 베이징과 미국 뉴욕에 매장을 오픈하며 본격적인 해외 시장 확장에 나섰다.[2]

- 2017년: 엘 캐터톤 아시아(L Catterton Asia)와 IDG 캐피탈(IDG Capital)로부터 투자를 유치했다. 같은 해 미국 로스앤젤레스 다운타운과 싱가포르 아이온 오차드 몰(ION Orchard Mall)에 각각 플래그십 스토어를 오픈했다.

- 2018년: 영국 런던 리버티 백화점 앞 아가일 거리에 플래그십 스토어와 셀프리지(Selfridges) 백화점에 입점하며 유럽 시장에 진출했다. 또한 싱가포르 마리나 베이 샌즈(Marina Bay Sands)에도 플래그십 스토어를 열었다.

- 2019년: 중국 베이징 SKP-S 매장의 아트 디렉팅을 진행하였으며,[3] 두바이 몰(The Dubai Mall)에 입점하며 중동 시장에 처음 진출하였다.

- 2020년: 약 1조 2,000억원의 기업 가치를 평가받았다.[4]

- 2021년: 서울특별시 강남구 압구정동 도산공원 인근에 ‘하우스 도산(HAUS DOSAN)’을 오픈했다. 이 공간은 브랜드의 핵심인 ‘퓨처 리테일(Future Retail)’ 컨셉을 제시하며, 자사 향수 브랜드 탬버린즈(Tamburins)와 디저트 브랜드 누데이크(Nudake)의 첫 매장도 함께 입점되었다. 이후 '하우스 노웨어(HAUS NOWHERE)' 프로젝트의 기반이 되었다.

- 2022년: 호주 시드니 공항에 면세 스토어를 오픈하며 호주 시장에 진출했다.

- 2023년: 일본 오사카 한큐 우메다 본점에 입점하고 일본 현지 법인을 설립하며 일본 시장 진출을 본격화했다. 같은 해 ‘볼드 컬렉션(BOLD COLLECTION)’을 공개하며 서울 성수동에서 거대 오브제를 활용한 바(bar) 컨셉의 팝업스토어를 진행했다. 또한 태국 방콕 엠콰티어(EmQuartier), 말레이시아 쿠알라룸푸르 TRX몰, 호주 시드니 데이비드 존스(David Jones), 필리핀 마닐라 샹그릴라 더 포트(Shangri-La The Fort)에 각각 매장을 오픈하며 아시아 태평양 지역의 사업을 확장하였다.

- 2024년: 일본 도쿄, 미국 라스베이거스, 호주 멜버른에 매장을 오픈했다. 중국 선전(Shenzhen)에 약 2,000평 규모의 세 번째 하우스 노웨어 프로젝트인 ‘하우스 노웨어 선전(HAUS NOWHERE SHENZHEN)’을 오픈했으며, 이곳에 탬버린즈를 포함한 다수 글로벌 브랜드가 입점하였다.

- 2025년: 이탈리아 밀라노에 위치한 편집숍 10 꼬르소 꼬모(10 Corso Como)에 이탈리아 첫 매장을 오픈하였다.

## 수상 내역
2019년: FRAME 어워즈 최우수상 (런던 아가일 스트리트 'KUNG FU') Whittaker ParsonsFRAME Awards
2021-2024년: 아이웨어 브랜드 평판 1위
Daxue Consulting
2025년: 호주 Retail Excellence Award Best Store Design상 수상

## 주요 미디어 노출
2020년: CNN 혁신적 기업 사례 선정
2021-2024년: 하입비스트 선정 영향력 있는 인물 100인 - 김한국 대표
2021HB
2022HB
2023HB
2024HB
2024년: Forbes 글로벌 인기 K-브랜드 사례패션인사이트